# Phillips Smalley
Wendell Phillips Smalley (Brooklyn, Nova Iorque, 7 de agosto de 1865 – Hollywood, Califórnia, 2 de maio de 1939) foi um ator, produtor e diretor norte-americano da era do cinema mudo, ativo entre as décadas de 1910 e 1930.

## Filmografia selecionada
- The Picture of Dorian Gray (1913)
- Trimmed in Scarlet (1923)
- The Irresistible Lover (1927)
- The Dice Woman (1928)
- Romance of the Underworld (1928)
- A Day at the Races (1937)
- Bulldog Drummond's Revenge (1937)
- The Lady Objects (1938)